# Accident ferroviaire de Sukumo
L' accident ferroviaire de Sukumo (土佐くろしお鉄道宿毛駅衝突事故, Tosa Kuroshio Tetsudô Sukumo Eki Shôtotsu Jiko) est un accident de train mortel au Japon. 
Le 2 mars 2005, à 20 h 40 heure locale, le train Limited Express Nanpū 17 est venu s’encastrer sur les infrastructures la gare de Sukumo sur la ligne Sukumo à Sukumo, dans la préfecture de Kōchi.

## Histoire

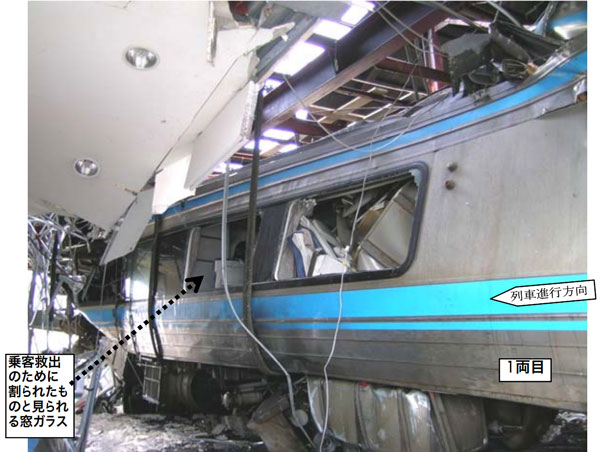
Image de la rame accidentée.

Le 2 mars 2005 à 20 h 40, le dernier Limited Express de la journée, le Nanpū 17 en provenance d'Okayama et composé de trois voitures de série 2000, avec à son bord onze passagers et deux membres du personnel rentra en gare de Sukumo à la vitesse d'environ 113 km/h. 
Malgré les systèmes automatiques de freinage d'urgence (Automatic Train Stop (ATS) et Emergency Brake (EB)) présent sur les voies et dans le poste de conduite de la locomotrice, le train heurta les butoirs de fin de voie à la vitesse de 95 km/h, ce qui fit sortir la première voiture des rails de la voie une. Elle heurta de plein fouet les infrastructures de la gare et fut prise en sandwich par la deuxième voiture. Un incendie s'est déclaré immédiatement après l'accident dans la première voiture. La gare subit également des dégâts matériels.
Parmi les onze passagers et les deux membres d'équipage, seul le conducteur perdit la vie, onze personnes furent blessées dont dix passagers (deux dans la première voiture, deux dans la seconde et six dans la troisième) et le deuxième membre d'équipage présent dans la troisième voiture.
Après cet accident, tout le trafic de la ligne Sukumo fut interrompu plusieurs semaines. Le 7 avril, seuls les trains locaux purent circuler sur la ligne jusqu’à la gare de Higashi-Sukumo. La gare de Sukumo étant fermée, des bus sont mis en place pour relier la gare de Higashi-Sukumo à celle de Sukumo. Le 13 juin, les Limited Express purent à leur tour circuler sur la ligne jusqu'à Higashi-Sukumo. Le 28 octobre, les travaux de rénovation de la gare de Sukumo furent terminés et le 1er novembre, la circulation sur toute la ligne Sukumo reprit.

## Cause
Selon le JTSB (Bureau japonais de sécurité des transports) l'accident serait dû à la mauvaise opération effectuée sur la poignée de frein au moment de l'approche en gare de Sukumo. Le rapport mentionne également le peu de probabilité que le conducteur ait voulu délibérément se  suicider en envoyant le train à grande vitesse dans la gare. Néanmoins les enquêteurs pensent que quelque chose d'anormal s'est produit chez le conducteur du type Syndrome d'apnées du sommeil (SAS), mais sans pour autant définir précisément la cause réelle.